# 유니터리 표현
군 표현론에서 유니터리 표현(unitary表現, 영어: unitary representation)은 모든 군 원소의 상이 어떤 복소수 힐베르트 공간 위의 유니터리 작용소를 이루는 군 표현이다.

## 정의
위상군 {\displaystyle G}의 유니터리 표현은 다음과 같은 데이터로 주어진다.
- 복소수 힐베르트 공간 {\displaystyle V}
- 군 준동형 {\displaystyle \pi \colon G\to \operatorname {U} (V)}

이는 다음 조건을 만족시켜야 한다.
- {\displaystyle \pi }는 연속 함수이다. (여기서 {\displaystyle \operatorname {U} (V)} 위에는 작용소 노름 거리 위상을 부여한다.)

같은 위상군 {\displaystyle G}의 두 유니터리 표현 {\displaystyle (\pi ,V)}, {\displaystyle (\pi ',V')} 사이의 유니터리 얽힘 연산자(영어: unitary intertwining operator)는 다음 조건을 만족시키는 유니터리 작용소 {\displaystyle T\colon V\to V'}이다.
{\displaystyle T\pi (g)=\pi '(g)T'\qquad \forall g\in G}
두 유니터리 표현 사이에 유니터리 얽힘 연산자가 존재한다면, 서로 유니터리 동치(영어: unitarily equivalent)라고 한다.

## 성질

### 제2 페터-바일 정리
위상군 {\displaystyle G}의 유니터리 표현 {\displaystyle \pi \colon G\to \operatorname {U} (V)}이 주어졌다고 하자. 만약 임의의 부분 복소수 벡터 공간 {\displaystyle W\leq V}가 다음 두 조건을 만족시킨다고 하자.
- {\displaystyle G}의 작용에 대하여 불변이다. (즉, 임의의 {\displaystyle g\in G}에 대하여 {\displaystyle \pi (g)W=W}이다.)

그렇다면 {\displaystyle \operatorname {cl} (W)}와 {\displaystyle W^{\perp }=\{v\in V\colon \langle w|v\rangle =0\}} 역시 닫힌 불변 부분 공간이며,
{\displaystyle \pi =\pi _{\operatorname {cl} (W)}\oplus \pi _{W^{\perp }}}
로 분해된다.
사실, 다음과 같은 제2 페터-바일 정리가 성립한다.
임의의 콤팩트 위상군 {\displaystyle G}의 유니터리 표현 {\displaystyle (\pi ,V)}에 대하여,
{\displaystyle \pi ={\widehat {\bigoplus }}\pi _{i}}
{\displaystyle V={\widehat {\bigoplus }}V_{i}}
가 되는 유한 차원 기약 유니터리 표현들의 족 {\displaystyle (\pi _{i},V_{i})_{i\in I}}이 존재한다.
여기서 {\displaystyle {\widehat {\bigoplus }}}는 힐베르트 공간의 직합, 즉 (대수적) 직합의 완비화이다.

### 제1 페터-바일 정리
콤팩트 위상군 {\displaystyle G} 위의 르베그 공간 {\displaystyle L^{2}(G;\mathbb {C} )}를 생각하자. 여기서 제곱 적분 가능이란 하르 측도에 따른 것이며, 편의상 {\displaystyle \operatorname {vol} (G)=1}로 규격화하자.
{\displaystyle G}의 임의의 유한 차원 유니터리 기약 표현 {\displaystyle r\colon G\to \operatorname {U} (V_{r})}에 대하여, {\displaystyle V_{r}}에 임의의 기저를 잡아 행렬 성분들 {\displaystyle r_{ij}\colon G\to \mathbb {C} } ({\displaystyle i,j=1,\dots ,\dim _{\mathbb {C} }V_{r})})을 정의할 수 있다. 페터-바일 정리(Peter-Weyl定理, 영어: Peter–Weyl theorem)에 따르면, 함수들
{\displaystyle {\sqrt {\dim _{\mathbb {C} }V_{r}}}r_{ij}\colon G\to \mathbb {C} }
은 {\displaystyle L^{2}(G;\mathbb {C} )}의 정규 직교 기저를 이룬다.

## 역사
페터-바일 정리는 프리츠 페터(독일어: Fritz Peter)와 헤르만 바일이 1927년에 증명하였다.